# Notocera flavopunctata
Notocera flavopunctata är en insektsart som beskrevs av Buckton. Notocera flavopunctata ingår i släktet Notocera och familjen hornstritar. Inga underarter finns listade i Catalogue of Life.